# Аэропорт (Охотский район)
Аэропо́рт — посёлок в Охотском районе Хабаровского края. Входит в состав Булгинского сельского поселения.

## География
Посёлок находится на расстоянии 25 км к западу от рабочего посёлка Охотск, административного центра района.

## Население
| 1992 | 2002 | 2010 | 2011 | 2012 | 2017 | 2021 |
| ---- | ---- | ---- | ---- | ---- | ---- | ---- |
| 1300 | ↘658 | ↘427 | ↘422 | ↘392 | ↘367 | ↘299 |

## Улицы
| - ул. 40 лет Победы, - ул. Лётная, - ул. Набережная, | - ул. Северная, - ул. Спортивная, - ул. Таёжная, | - ул. Хабаровская, - ул. Центральная, - ул. Школьная. |

## Инфраструктура
В посёлке находится аэропорт федерального значения, который связан регулярными авиарейсами с а/п Николаевска-на-Амуре, Хабаровска, а также авиалиниями с отдельными населёнными пунктами района. Выполняются спецрейсы по заявкам во все направления района (санзадания, обслуживание оленеводов, рыбаков, геологов, старателей, связистов и др.)